# Фасоля Анатолій Миколайович
Фасоля Анатолій Миколайович (21 вересня 1954, с. Голубече Крижопільського району Вінницька область — 20 січня 2019, с. Гора, Бориспільський район, Київська область) — український педагог і науковець, кандидат педагогічних наук, автор концепції особистісно зорієнтованого навчання української літератури в середній школі.

## Життєпис
Народився в учительській сім′ї. Навчався у Вінницькому державному педагогічному інституті (1971—1975 рр.), після закінчення якого 17 років працював учителем української мови і літератури в Брацлавській середній загальноосвітній школі № 1 на Вінниччині, СЗШ № 11 м. Вінниці, Гірській середній загальноосвітній школі Бориспільського району Київської області. З 1995 працював у Інституті педагогіки АПН України на посаді молодшого наукового співробітника лабораторії навчання української та російської літератури. У цей же період навчався на літніх семестрах в Педагогічному інституті Українського Вільного Університету (м. Мюнхен), де у 1996 р. захистив магістерську роботу в галузі літературознавства про творчість українського письменника Уласа Самчука.
В 2006 Анатолій Фасоля очолив науково-дослідну лабораторію «Методика особистісно зорієнтованого навчання української літератури» при Рівненському обласному інституті післядипломної педагогічної освіти.
Син — Тарас Анатолійович Фасоля.
Дочка — Наталя Анатоліївна Фасоля.

## Наукова і педагогічна діяльність
Анатолій Фасоля досліджував творчість письменників української діаспори, новітню українську літературу, застосування інтерактивних технологій  у шкільній літературній освіті. У 2000 р. він захистив кандидатську дисертацію «Формування духовного світу особистості у процесі вивчення української літератури, 9–11 класи» (науковий керівник — доктор педагогічних наук, член-кореспондент НАНП України Н. Й. Волошина).
Також досліджував проблему реалізації особистісно орієнтованого підходу в шкільній літературній освіті, розробив побудовану на принципах технології особистісно зорієнтованого навчання (ОЗОН) модель особистісно зорієнтованого уроку української літератури в основній і старшій школі, був організатором і творчим наставником ОЗОНівської спільноти вчителів-словесників.
Анатолій Фасоля ініціював проведення фестивалю педагогічних ідей «Мій особистісно зорієнтований урок», як простір для фахового навчання вчителів і обміну інноваційним досвідом. Фестиваль проводиться за ініціативи  Інституту педагогіки НАПН України та при підтримці Міністерства освіти і науки України. Фестиваль проводився щорічно в 2010—2019 роках.
Науково-методичні напрацювання Анатолія Фасолі щодо ефективної реалізації методики особистісно зорієнтованого вивчення української літератури апробовані в багатьох закладах середньої освіти України.

## Основні публікації
Результати наукових досліджень А. М. Фасолі висвітлено у понад 100 публікаціях, серед яких методичні посібники :
- «Великий Учитель свого народу: вивчення творчості Уласа Самчука в середній школі» (2000);
- «Цитатник. 11 клас» (2003, укладач);
- «Особистісно зорієнтований урок української літератури. З досвіду роботи» (2005, співукладач);
- «Особистісно зорієнтоване планування та моделювання уроків з української літератури» (5-8 класи, 2007—2008; у співавторстві);
- Курс лекцій для слухачів курсів підвищення кваліфікації педагогічних кадрів «Особистісно зорієнтоване навчання: сутність, основи, технології», 2008, у співавторстві;
- Українська література. 10 клас (рівень стандарт), 2018, у співавторстві),
- Українська література. 11 клас (рівень стандарт), 2019, у співавторстві) тощо.

## Книга пам'яті
Науково-методичні статті вченого, у яких висвітлено теоретичні й практичні засади ОЗОНу (60 статей, присвячених особливостям особистісно зорієнтованого уроку та компетентнісно зорієнтованих завдань, аспектам читацького розвитку й становлення суб’єктності учня-читача; 11 авторських тем до підручників «Українська література» для 10 і 11 класу); бібліографія його праць, матеріали, присвячені історії, організації і проведенню Всеукраїнських фестивалів «Мій особистісно зорієнтований урок», започаткованих науковцем, а також спогади колег, друзів, рідних, однодумців увійшли до книги  «Окрилення ОЗОНом: книга пам’яті Анатолія Миколайовича Фасолі». Книга створена за ініціативи і підтримки ОЗОНівської спільноти педагогів України. Книга стала переможцем Всеукраїнського бібліотечного «Біографічного рейтингу-2019».

## Відзнаки
За активну педагогічну діяльність А. Фасоля був нагороджений:
- знаком «Відмінник освіти України»;
- грамотами районного відділу освіти Бориспільського району Київської області;
- грамотами Вінницького обласного відділу народної освіти;
- Почесною грамотою Управління освіти і науки Рівненської обласної державної адміністрації;
- Грамотами Інституту педагогіки НАПН України;
- Почесною грамотою Президії НАПН України.